# Paulo Gonçalves
Pour les articles homonymes, voir Gonçalves.
Paulo Gonçalves, né le 5 février 1979 à Esposende (Portugal) et mort le 12 janvier 2020 en Arabie saoudite,, est un pilote portugais de rallye-raid et de motocross. 

## Carrière
Champion du monde de rallye tout-terrain en 2013, Paulo Gonçalves a terminé deuxième du Dakar 2015.
En 2014, lors de la 5e étape au parcours extrêmement relevé, il avait poussé sa machine trop loin dans ses retranchements, et les images du pilote en larme devant son engin en feu avaient fait le tour du monde.

### Mort
Lors de sa 13e participation au Dakar 2020, en Arabie saoudite, il est victime d'une chute lors de la 7e étape au kilomètre 276. Les organisateurs missionnent un hélicoptère médical auprès du pilote inconscient, alors en arrêt cardiorespiratoire. Après une tentative de réanimation sur place, le pilote est héliporté vers l'hôpital de Layla où le décès est constaté. 
Paulo Gonçalves est le 25e concurrent à perdre la vie sur l'épreuve du Dakar depuis 1979. Il est le 20e motard à décéder au cours de cette épreuve.

## Palmarès

### Résultats au Rallye Dakar
- 2006 : 25e
- 2007 : 23e
- 2009 : 10e
- 2010 : abandon à la 6e étape
- 2011 : abandon à la 8e étape (1 étape)
- 2012 : 26e
- 2013 : 10e
- 2014 : abandon à la 5e étape
- 2015 : 2e (1 étape)
- 2016 : abandon à la 11e étape (1 étape)
- 2017 : 6e
- 2018 : forfait avant le départ
- 2019 : abandon à la 5e étape
- 2020 : mort lors de la 7e étape

### Championnat du monde de rallye tout-terrain
- 2013 : Vainqueur